# Mankala
Mankála je družina iger na deski, ki jo igrajo širom sveta. Včasih družino imenujejo sejalne igre ali igre štetja in zavzetja, kar izhaja iz splošne igre. Na zahodu najbolj znane igre iz te družine so ovare, kalah, omveso in bao. Igre mankale so zelo razširjene v mnogih afriških in nekaterih azijskih družbah, morda celo tako kot šah v zahodnem svetu.

## Imena
Ljudje, ki ne poznajo iger mankale, po navadi sklepajo, da obstaja samostojna igra z imenom mankala. Temu dojemanju ne pomaga trg, ki velikokrat ni zmožen razlikovati različic, ali pa nadeva igram nepomenska imena kot »etiopska« ali »nigerijska. Tudi imena, kot je na primer »avari«, ki so pravilno povezana s posameznimi igrami, velikokrat uporabijo za različne igre.
V bistvu je ime mankala arabsko in tako se običajno imenujejo nekatere igre te vrste. Beseda izhaja iz arabske besede nakala, kar dobesedno pomeni »premakniti«. Besedo uporabljajo vsaj v Siriji, Libanonu in Egiptu, vendar je dosledno ne uporabljajo za katerokoli igro. Na zahodu besedo »mankala« velikokrat uporabljajo za rodovno ime igre »kalah«. Pravilneje so to »igre iz družine mankal« ali »igre mankale«, ker »različice mankale« nakazujejo na to, da obstaja ena glavna igra mankale, na kateri temeljijo vse druge.
K zmešnjavi pripomorejo tudi različna imena za razširjene igre mankale na različnih področjih, velikokrat z malimi razlikami v pravilih. Obstajajo skupine, ki imenujejo iste igre z več imeni, in nekatere izmed igrajo le moški, druge pa ženske. Zgodovinsko so raziskovalci s težavo ločevali pravila od strategijskih zapletov ali priljubljenih nastavitev, kar je še dodatno zapletlo razpoznavanje izrazitih vrst iger, oziroma katera imena pomenijo isto igro. Zaradi tega in zaradi dejstva, da so igre mankale prišle na zahod iz teh različnih kultur, je težko dognati katera imena in pravila so »pravilna«.
Imena za posamezne igre velikokrat prihajajo od igralnih pripomočkov. V svahilščini, na primer, bao pomeni »deska«.